# István Hernek
István Hernek, noto anche come Steve Hernek (Törökbálint, 23 aprile 1935 – St. Ignace, 25 settembre 2014), è stato un canoista ungherese.

## Biografia
Sposò la canoista statunitense Mary Ann DuChai, che partecipò ai Giochi olimpici di Roma 1960, con cui gestì per mezzo secolo il Dune Shore Motel, un resort nella penisola superiore del Michigan.
Ai mondiali di Mâcon 1954 vinse l'argento nel C1 1 000 metri e il bronzo nel C1 10 000 metri.
Rappresentò l'Ungheria ai Giochi olimpici estivi di Melbourne 1956, vincendo la medaglia d'argento nel C1 1 000 metri. 
Dopo le Olimpiadi disertò negli Stati Uniti, come altri atleti ungheresi in risposta alla repressione sovietica della Rivoluzione ungherese del 1956.
Morì cadendo dal tetto del suo motel, dove era salito per effettuare delle riparazioni.

## Palmarès
- Giochi olimpici

Roma 1960: argento nel C1 1000 m;
- Mondiali

Mâcon 1954: argento nel C1 1 000 m; bronzo nel C1 10 000 m;